# Якимкино
Яки́мкіно (рос. Якимкино, чув. Еккĕмушкăнь) — присілок у Чувашії Російської Федерації, у складі Ніколаєвського сільського поселення Ядринського району.
Населення — 117 осіб (2010; 119 в 2002, 142 в 1979, 214 в 1939, 200 в 1926, 200 в 1906, 129 в 1858).

## Історія
До 1866 року селяни мали статус державних, займались землеробством, тваринництвом, виробництвом взуття, цегли, коліс та одягу, слюсарством, бондарством. 1931 року утворено колгосп «Якимкіно». До 1927 року присілок входив до складу Хочашевської, Атаєвської та Шуматовської волостей Ядринського повіту, з переходом на райони 1927 року — спочатку у складі Аліковського, у період 1939–1956 років — у складі Совєтського, після чого передано до складу Ядринського району.

## Господарство
У присілку працюють спортивний майданчик та магазин.